# Moneses uniflora
Moneses uniflora (L.) Gray es una planta perteneciente a la familia Ericaceae, y la única especie de su género, es nativa de los bosques de coníferas de las regiones templadas del hemisferio norte, desde España a Japón a través de Estados Unidos. 

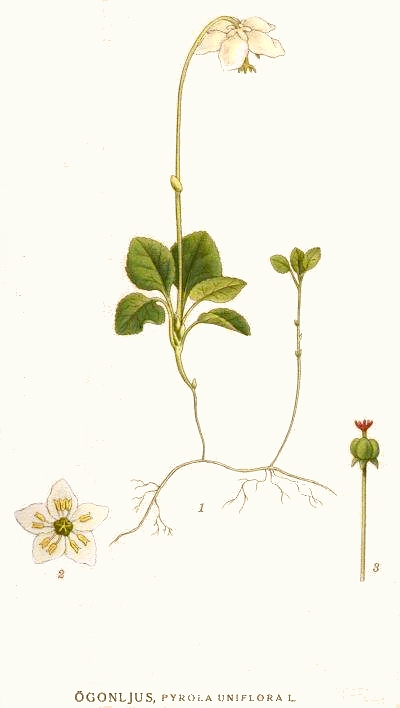
Ilustración

## Características

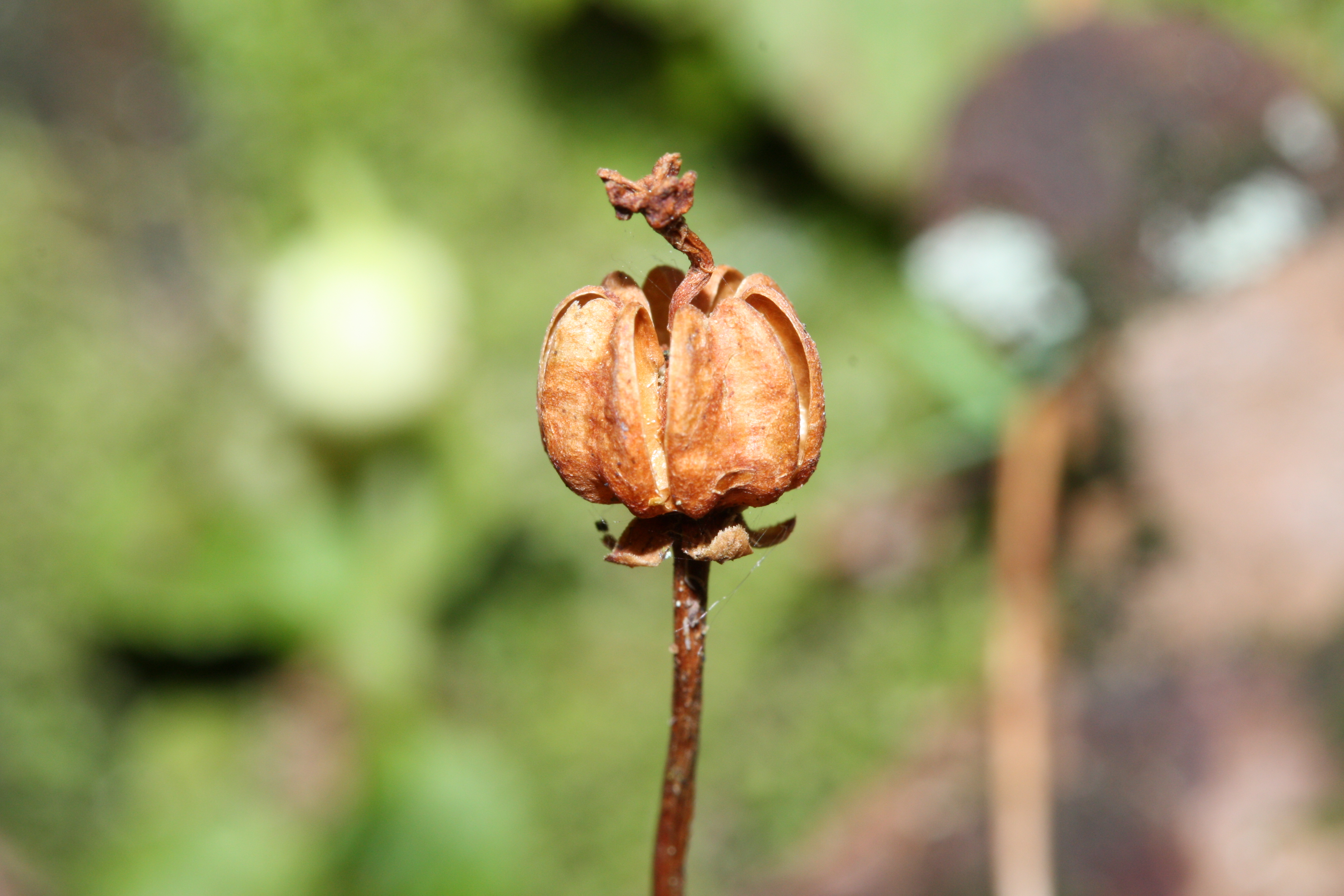
Foto de la planta

Es una hierba perenne con rizoma, las hojas son basales o bajas, oval-elípticas de 10-30 mm de diámetro, con pequeños dientes. El peciolo es más corto que el diámetro de las hojas. Cada tallo termina en un nudo con flores fragantes sobre el tallo de 30-170 mm de altura. La corola tiene un diámetro de 15  a 25 mm. Tiene cinco pétalos blancos. Los sépalos son ovales, separados de color blanco-verdoso.. Florece de mayo a octubre.

## Taxonomía
Moneses uniflora fue descrita por (L.) A.Gray y publicado en A Manual of the Botany of the Northern United States 273. 1848.
Etimología
Moneses: nombre genérico que deriva de las palabras griegas monos =  "único, uno," y esis = "deleite", lo que significa "un placer único", en referencia a las flores solitarias.
uniflora: epíteto latino que significa "con una flor".
Sinonimia
- Chimaphila rhombifolia Hayata
- Monanthium reticulatum (Nutt.) House
- Monanthium uniflorum (L.) House
- Moneses grandiflora' Salisb. ex Gray
- Moneses reticulata Nutt.
- Moneses rhombifolia (Hayata) Andres
- Moneses uniflora var. reticulata (Nutt.) S.F. Blake
- Moneses uniflora subsp. reticulata (Nutt.) Calder & Roy L. Taylor
- Pyrola uniflora L.	basónimo
- Pyrola uniflora var. reticulata (Nutt.) H. St. John[5]

## Nombre común
- Castellano: peralito, perilla de Roncesvalles, pirola menor, pírola.[6]